# Riccardo Montalban
Riccardo Montalban (Conegliano, 26 gennaio 1844 – Belluno, 6 marzo 1906) è stato un politico italiano, conte e sindaco di Belluno.

## Biografia
Riccardo nacque a Collalbrigo di Conegliano da Francesco Pietro e Caterina Vasciellari il 26 gennaio 1844. Figlio cadetto di una nobile famiglia, la sua prima formazione scolastica la ebbe a Treviso per poi proseguire con gli studi universitari a Padova dove si laureò in giurisprudenza. Giovanissimo, a soli 23 anni iniziò a lavorare come Ricevitore del Registro a Venezia per poi spostarsi a Sarnico e ad Auronzo di Cadore. Dopo aver ereditato la fortuna di una zia paterna sposata con l'importante famiglia bellunese dei Fulcis, si trasferì a Belluno nel 1884 nella villa Fulcis-Montalban di Safforze. Riccardo nel frattempo si era sposato con la nobile contessa di origini siriane Carolina von Cassis-Faraone. Dall'amata moglie ebbe Ernesto, nato ad Auronzo di Cadore nel 1882 e Adriana, nata a Belluno nel 1884. Riccardo s'impegnò attivamente nella vita politica della città di Belluno a partire dal 1892, ricoprendo per numerosi anni cariche all'interno del consiglio comunale, fino all'aprile 1897 quando fu eletto sindaco.
Nella villa di Safforze, Riccardo e la sua famiglia ospitarono nel 1903 il Re Vittorio Emanuele III e la Regina Elena in visita. Il conte si spense prematuramente all'età di 62 anni il 6 marzo 1906.